# Love Buzz
«Love Buzz» es una canción grabada por el grupo musical de rock de los Países Bajos Shocking Blue en 1969, compuesta por su guitarrista Robbie van Leeuwen. "Love Buzz" fue incluida originalmente en el su segundo álbum de estudio At Home de 1969. La canción original se destaca por su estilo de rock psicodélico y su amplio uso del sitar, interpretado por Leewen.
"Love Buzz" obtuvo cierta notoriedad a partir de la versión del grupo musical estadounidense de grunge Nirvana en 1988.
Nirvana la lanzó como su primer sencillo de su álbum debut Bleach por medio de la discográfica Sub Pop.

## Versión de Nirvana
Este sencillo contenía dos canciones del álbum debut Bleach, incluyendo "Big Cheese" como su lado B. Tuvo un lanzamiento limitado de solo 1000 vinilos de 7 pulgadas numerados a mano. También hay copias falsas en circulación. 
El sencillo contiene «Love Buzz», un cover con letras ligeramente modificadas de las originales por Shocking Blue, y «Big Cheese» como lado B (siendo esta la primera canción lanzada original de la banda). 
La versión de «Love Buzz» incluida en Bleach no contiene un collage de sonido como introducción de unos 10 segundos (conocido como "Montage of Heck") hecho por Kurt Cobain. Aunque no logró ingresar a listados de ningún país, la canción fue interpretada por Nirvana en diversas giras.

## Otras versiones
- La misma versión de Bleach aparece en el EP Blew.
- Una interpretación "violenta" de la canción puede encontrarse en el vídeo casero Live! Tonight! Sold Out!!. Previamente en la presentación (no mostrado en el vídeo), Kurt, borracho y furioso, se "deshizo" de la consola de monitoreo con la guitarra, frustrado porque había tenido constantes problemas (los espectadores pueden ver una paleta cubriendo la consola, que fue añadida en caso de que Cobain decidiera golpearla por segunda vez). Cobain no supo que los parlantes pertenecían a un amigo del hombre que cuidaba la puerta del club, Turner Van Blarcum, que cuando Cobain decidió lanzarse al público, decidió tomar "venganza". Cobain respondió lanzando la guitarra al hombre, golpeándolo en la cabeza, sacándole sangre. Hubo una pequeña pelea, detenida por el bajista Krist Novoselic.
- Un ensayo de 1988 y otra presentación en vivo de 1990 pueden ser encontrados en el DVD del box set With the Lights Out.
- En 1995 «Love Buzz» fue usada en la película Mad Love.
- Una versión de «Love Buzz» aparece en el DVD de la banda Live at Reading. En esta ocasión, Kurt Cobain tocó deliberadamente "mal" la canción.
- Hay otra versión, grabada en vivo en el Pine Street, en conmemoración al aniversario número 20 del álbum Bleach.
- Otra versión, grabada en el Paramount Theatre, se halla en la versión de aniversario de Nevermind y en el DVD en conmemoración de este álbum.